# 中華民國—查德關係
中華民國與查德共和國於1962—1972年、1997—2006年有正式外交關係，二次斷交後，目前沒有在對方首都互設具大使館功能的代表機構。對查德的相關事務由駐法國台北代表處、駐普羅旺斯臺北辦事處共同管轄。

## 政治

### 外交
1962年1月31日，兩國建立外交關係。於首都恩將納設立中華民國駐查德共和國大使館，派駐代办，至1966年派駐大使。查德則未設立大使館、派駐大使。
1972年11月28日，查德與中華人民共和國建交，中華民國與之斷交。
1997年8月12日，查德外交部長阿納狄夫抵台，與中華民國外交部長章孝嚴在台北簽署《復交聯合公報》，恢復外交關係；15日，中華人民共和國與查德斷交。其後，兩國互設大使館、互派大使。
2006年8月6日，兩國再次斷交，查德與中華人民共和國復交。行政院长苏贞昌被迫取消参加乍得总统就职典礼的行程。

#### 支持中華民國參與國際組織

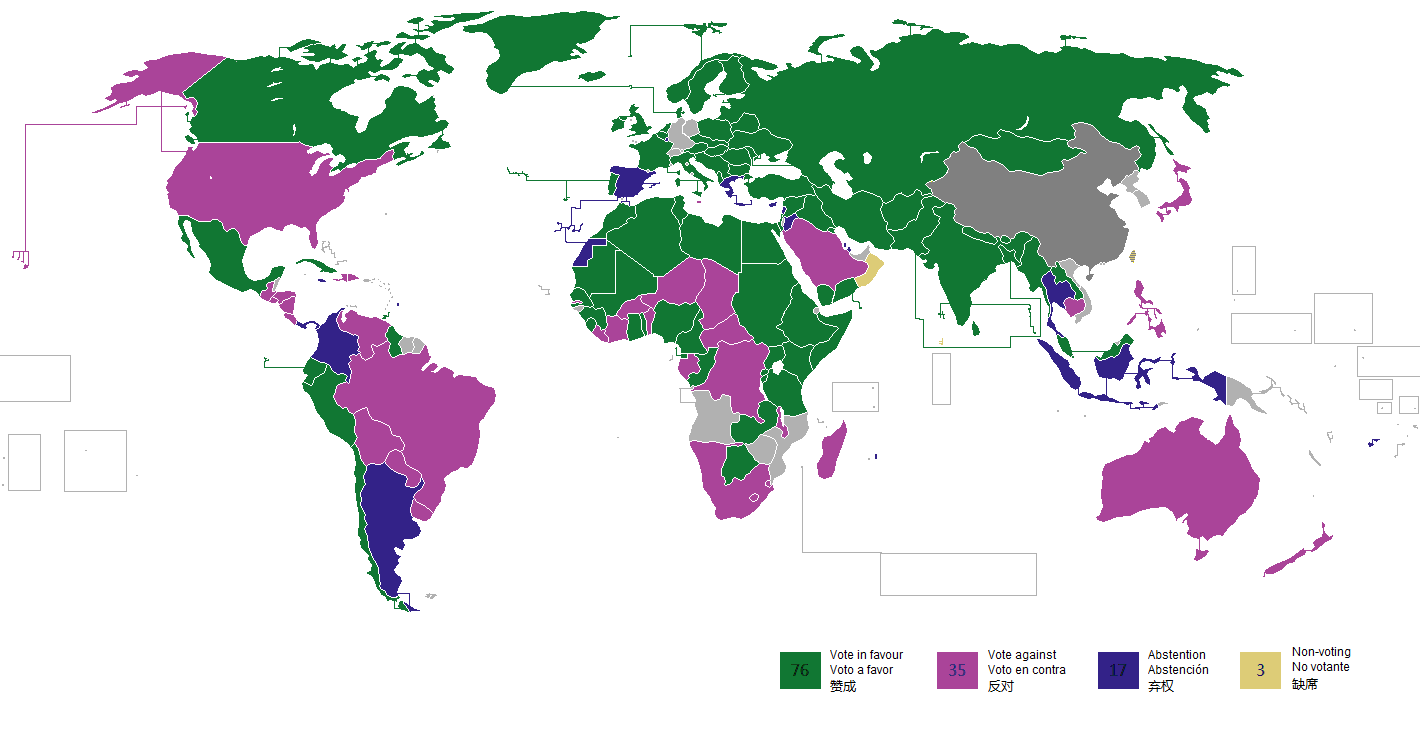
紫色國家表示在1971年的投票中支持中華民國續留聯合國，即《聯合國大會2758號決議》，其中包括查德。

兩國在邦交期間，查德曾多次支持中華民國參與國際組織。
1997年9月，查德在聯合國大會的總辯論中，發言支持中華民國參與聯合國；1998年7月，查德與其他14個中華民國的邦交國連署提案，要求聯合國大會將「基於國際情勢之變遷以及中國分治之事實，應重新檢討聯大第二七五八（貳拾陸）號決議」案列入議程。1998年9月、1999年9月，在大會的總辯論中發言支持；2000年8月，查德與其他13個中華民國的邦交國提案，要求聯合國大會將「應審視中華民國在台灣所處之特殊國際處境，以確保其兩千三百萬人民參與聯合國之基本權利獲得完全尊重」案列入議程；
2001年8月，查德與其他15個中華民國的邦交國提案，要求聯合國大會將「有必要審視在台灣之中華民國所處特殊國際處境，俾確保其兩千三百萬人民參與聯合國工作和活動之基本權利獲得充分尊重」案列入議程。11月，在大會的總辯論中發言支持；2002年8月、2003年8月，查德與其他中華民國的邦交國連署提案，要求聯合國大會將「中華民國（台灣）在聯合國的代表權問題」案列入議程；2004年8月，查德與其他14個中華民國的邦交國提案，要求聯合國大會將「台灣二千三百萬人民在聯合國的代表權問題」案列入議程。2005年9月，查德在大會的總務委員會中，發言支持將「台灣2,300萬人民在聯合國的代表權問題」與「聯合國在維護台海和平方面扮演積極角色」案列入議程。
1999年5月，查德在世界衛生大會（WHA）發言支持中華民國（台灣）以觀察員身分參與世界衛生大會；2002年1月、5月，查德與其他中華民國的邦交國向世界衛生組織（WHO）執行委員會與大會提案「邀請台灣以觀察員身分參與世界衛生大會」；2005年5月，查德在世界衛生大會發言支持台灣以觀察員身分參與世界衛生大會。

### 人員互訪（1997年至今）

#### 查德
| 職稱     | 姓名               | 日期                                       | 備註                        |
| -------- | ------------------ | ------------------------------------------ | --------------------------- |
| 總統     | 德比               | 1997年10月、2002年3月、2005年1月           | [ 2 ] [ 22 ] [ 23 ]         |
| 總理     | 瓦伊杜 亞馬舒 法吉 | 1998年11月 2000年5月 2003年12月、2004年5月 | [ 24 ] [ 25 ] [ 26 ] [ 27 ] |
| 國會議長 | 卡穆格 拿舒        | 1999年3月 2003年2月                        | [ 28 ] [ 29 ]               |

外交暨非洲合作部長阿納狄夫、亞馬舒、教育青年暨體育部長畢亥梅（Abderahim Bireme Hamid）、公共衛生部長勞貝雷（Dangde Laoubele）、馬依納（Mania Tonka Sahanaye）、阿齊薩、公共安全暨移民部長慕沙（Abderahman Moussa）、礦業暨能源部長漢薩（Mahamat Nasser Hassane）、石油部長漢薩、財政部長哈山（Mahamat Ali Hassan）、阿梅德（Idriss Ahmed Idriss）、農業部長鄔汀卡（David-Ngarimanden Houdeingar）、新聞部長達哈柏（Mocktar Wawa Dahab）、常駐聯合國代表哈嘎、阿貝契科技大學校長哈雅（Mahamoud Youssouf Khayal）。

#### 中華民國
| 職稱       | 姓名   | 日期      | 備註   |
| ---------- | ------ | --------- | ------ |
| 總統       | 陳水扁 | 2000年8月 | [ 25 ] |
| 監察院院長 | 錢復   | 2001年8月 | [ 37 ] |

外交部長胡志強、簡又新、陳唐山、黃志芳、外交部常務次長鄭文華、中華民國全國中小企業總會理事長戴勝通。

## 經濟

### 貿易
| 年分 | 貿易總額    | 貿易總額    | 貿易總額 | 出口至查德 | 出口至查德 | 出口至查德 | 自查德進口  | 自查德進口    | 自查德進口 | 順逆差  |
| 年分 | 金額        | 年增減      | 排名     | 金額       | 年增減     | 排名       | 金額        | 年增減        | 排名       | 順逆差  |
| ---- | ----------- | ----------- | -------- | ---------- | ---------- | ---------- | ----------- | ------------- | ---------- | ------- |
| 2017 | 26,775,141  | ▼6.6%       | 118      | 53,356     | ▼74.7%     | 214        | 26,721,785  | ▼6.1%         | 93         | 逆差▼   |
| 2018 | 136,876     | ▼99.5%      | 216      | 132,613    | ▲148.5%    | 209        | 4,263       | ▼100.0%       | 218        | 順差 -- |
| 2019 | 156,138     | ▲14.1%      | 212      | 141,451    | ▲6.7%      | 206        | 14,687      | ▲244.5%       | 211        | 順差▼   |
| 2020 | 221,191,300 | ▲141,564.0% | 67       | 64,613     | ▼54.3%     | 212        | 221,126,687 | ▲1,505,494.7% | 53         | 逆差 -- |
| 2021 | 460,776,036 | ▲108.3%     | 60       | 98,037     | ▲51.7%     | 211        | 460,677,999 | ▲108.3%       | 46         | 逆差▲   |
| 2022 | 517,483,811 | ▲12.3%      | 58       | 221,287    | ▲125.7%    | 202        | 517,262,524 | ▲12.3%        | 45         | 逆差▲   |
| 2023 | 328,031,224 | ▼36.6%      | 63       | 437,628    | ▲97.8%     | 187        | 327,593,596 | ▼36.7%        | 50         | 逆差▼   |
| 2024 | 101,620,645 | ▼69.0%      | 81       | 299,846    | ▼31.5%     | 196        | 101,320,799 | ▼69.1%        | 69         | 逆差▼   |

2023年的兩國貿易項目如下：
出口至查德的項目為：針織或鉤針織品，其寬度超過30公分，且含彈性紗或橡膠線重量在5%與以上；調製膠與其他調製粘著劑；印刷電路；碟片、磁带、固態非揮發性儲存裝置、智慧卡與其他錄音或錄製之媒體；其他針織或鉤針織品；特殊物品，含出口未超過5萬新臺幣之小額報單與其他零星物品等。
自查德進口的項目為：石油原油與自瀝青質礦物提出之原油；集成电路；鑄幣；特殊物品，含進口未超過5萬新臺幣之小額報單與其他零星物品等。

### 投資
台灣中油公司赴查德探勘石油，自2006年1月25日起透過轉投資子公司OPIC（海外石油及投資公司）與查德政府正式簽署礦區合約及聯合經營合約，取得查德BLTI、BCSII、BCOIII共3礦區的探勘專屬權，並由中油擔任礦區經營人，查德政府則為合夥人。2011年1月，中油在查德礦區發現重大油藏，是近40年來日產量最多的油井。2015年，中油為分散風險將持股70％探勘權益出售一半給中國企業華信能源子公司的海南華信國際控股公司，交易案在2016年9月完成交割後公告。2020年3月5日，該礦區產出第一桶原油，首批95萬桶於12月運抵臺灣。
根據中華民國經濟部投資審議司統計，截至2022年8月，台灣中油公司投資查德油田10億美元；查德對臺灣投資計有2件，金額為7,000美元，業別為營造業。

## 交流

### 援助
1964年，兩國簽署《農業發展技術合作協定》，1965年，中華民國派遣農耕隊、獸醫隊、搾油技術隊前往查德，其中農耕隊至1972年兩國斷交後撤離。1997年8月12日，兩國恢復外交關係後，根據所簽署《經濟暨技術合作協定》、《醫療合作協定》立即展開合作計畫。農業技術考察團赴查德考察，並決定派遣農技團，協助該國發展稻米與蔬菜作物，以增加農業產量；另派遣醫療人員進駐首都恩將納的自由醫院，展開技術援助工作。
1999年2月，由中華民國政府援建的查德「團結大橋」與「台灣大道」奠基，2002年12月完工通車，將大幅改善首都恩將納的對外交通與地區發展。「團結大橋」是當時非洲法語國家與中部非洲最長的橋樑，「台灣大道」全長12公里，是當時非洲最長的市区大道。
2001年，中華民國政府分3年贊助國際關懷協會法國分會的「查德防治艾滋病計畫」102萬美元，用於查德建構全國整合性的教育宣導體系。

### 教育
2004年起，中華民國政府提供「台灣獎學金」，以促進雙邊教育交流及訓練查德工作階層官員。

### 藝文
2003年12月，「中華民國與查德合作纪念邮票發行典禮暨查德郵票文物展」在中華民國郵政博物館展出。紀念郵票1套4張，限量發售8,000套，以道路工程、農業技術、衛生醫療、兩國邦誼的象徵為主題。

### 僑民
目前並無旅居查德的台僑。

## 協定
| 日期           | 簽署                                                     | 備註            |
| -------------- | -------------------------------------------------------- | --------------- |
| 1964年4月7日   | 《中華民國與查德共和國農業發展技術合作協定》             | 以下簡稱中查    |
| 1966年1月15日  | 《中查經濟及技術合作協定》                               | [ 註 1 ]        |
| 1997年8月12日  | 《中查經濟暨技術合作協定》 《中查醫療合作協定》          | [ 2 ]           |
| 1997年10月29日 | 《中華民國政府與查德政府有關相互免費提供使館館舍議定書》 |                 |
| 1998年10月12日 | 《中查農業技術合作協定》                                 | [ 註 2 ]        |
| 2004年10月     | 《中查石油合作初步協議》                                 | [ 27 ] [ 註 3 ] |
| 2006年5月24日  | 《中查派遣志工協定》                                     |                 |

## 簽證

持中華民國護照的中華民國國民簽證要求分布圖：入境查德可以電子簽證。

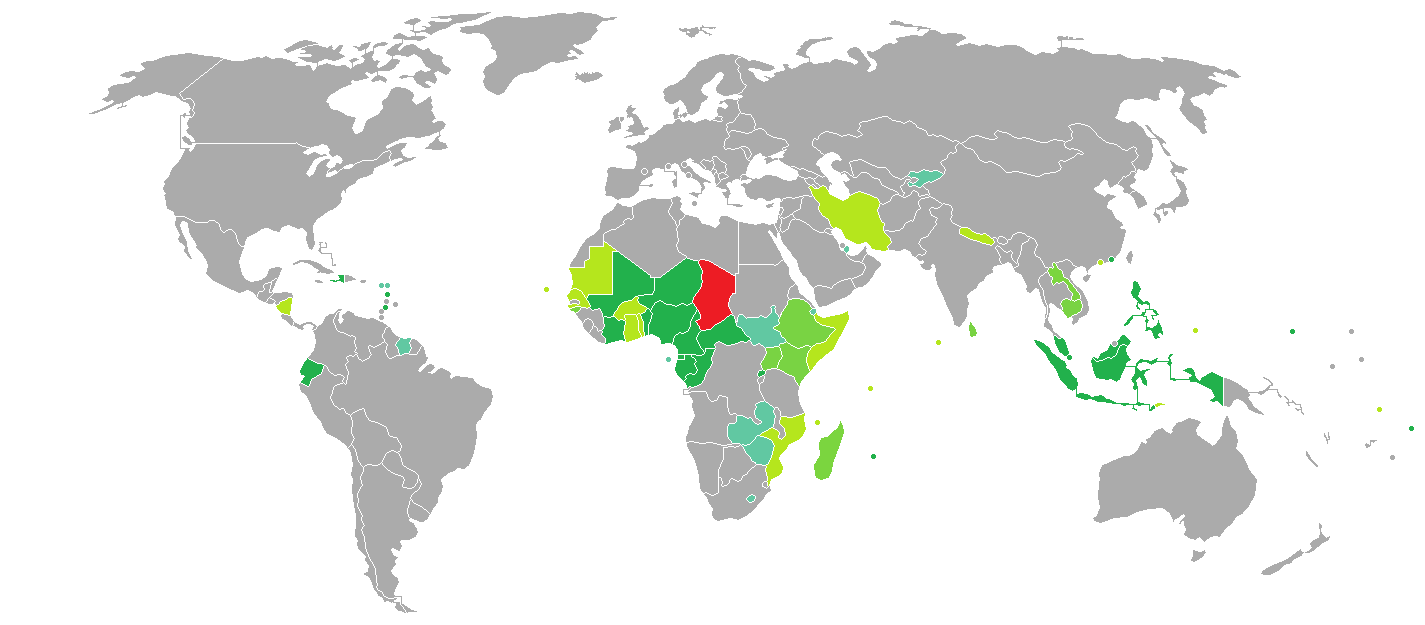
持查德護照的查德人口簽證要求分布圖：入境中華民國需要簽證。

兩國國民皆須申請簽證方可入境對方國家。持中華民國護照的中華民國國民可以電子簽證入境查德，亦可至查德駐美國或法國等大使館申請簽證，入境須出示國際疫苗接種證明（黃皮書）。經查德轉機須申請過境簽證，並具備途經所有國家之簽證與黄热病疫苗接種證明。
持查德護照的查德國民抵台參加由中央政府機關主辦、協辦或贊助之國際會議、運動賽事、商展或其他活動，可以電子簽證入境中華民國，停留最多30天並不得延期。

## 交通

### 航空

#### 客運
兩國無直航班機，可經由（不計航點遠近，截至2023年6月27日）：
- 臺北→伊斯坦堡、巴黎，再轉機前往查德的恩贾梅纳国际机场。

### 駕車
持有中華民國國際駕駛執照或申請查德駕駛執照，並投保車險，可在查德駕車。

## 外部連結
- 中華民國外交部－查德共和國簡介 （页面存档备份，存于）
- 駐法國臺北代表處
  - 駐普羅旺斯辦事處
- 外交部領事事務局－國外旅遊警示分級表
- 中華民國衛生福利部－國際旅遊疫情建議等級
- 中華民國國際經濟合作協會 （页面存档备份，存于）